# Tomáš Vaněk (herec)
MgA. Tomáš Vaněk (* 4. září 1988 Mladá Boleslav) je český divadelní, filmový a televizní herec, zpěvák a producent. Vystudoval Střední průmyslovou školu v Mladé Boleslavi. V letech 2008–2012 studoval činoherní herectví na pražské DAMU. Několik let hrál externě v Městském divadle Mladá Boleslav, v Divadle DISK a nadále působí především v pražských divadlech (GoJa Music Hall, Divadlo Na Jezerce, Hudební divadlo Karlín, ad.).
Ztvárnil role v muzikálech Já, Francois Villon (Divadlo Na Jezerce) nebo Sedmero havranů (Divadlo Semafor). V roce 2013 se objevil v kultovním americkém muzikálu Rent v hlavní roli Marka Cohena (v původní anglické verzi v Divadle Na Prádle, později v téže roli v české verzi Miluj, žij a plať - Rent!). Nastudoval i roli Jeana Druetta v původním českém muzikálu Antoinetta – královna Francie (Divadlo Hybernia). Více než 300x odehrál roli Raoula v prvním českém uvedení legendárního Fantoma opery (Goja Music Hall). V Shakespearově Mnoho povyku pro nic v rámci Letních shakespearovských slavností ztvárnil v režii Jiřího Menzela postavu Claudia. Ve světové premiéře a anglickém nastudování muzikálu Ray Bradbury's 2116 uváděném v Divadle Semafor nastudoval dvojroli Mr. Marrionette / Albert Brock, za kterou byl odměněn širší nominací na Cenu Thálie 2016. Jako Buck Barrow vystupoval také v muzikálu Bonnie & Clyde (Hudební divadlo Karlín) a představil se i jako Herbert von Krolock v Plesu upírů či Fiyero v Čarodějce (Goja Music Hall).
Jeho první filmovou rolí byl šprt Martin ve filmu Gympl (2007), dále poručík Šídlo v Ulovit miliardáře (2009), objevil se i v následujících filmech Tomáše Vorla Cesta do lesa (2013) a Vejška (2014). V roce 2015 hrál režiséra Lukáše Kadlece v seriálu Svatby v Benátkách na TV Prima.
Má za sebou již několik úspěšných sólových koncertů s repertoárem především muzikálových písní. Je také občasným interpretem melodramů v rámci každoročního Mezinárodního festivalu koncertního melodramu Praha. Pro Theatre Royal vytvořil ve spolupráci s autorem textu Jean-Christophe Gramontem svou one-man show "How to become a Czech in one hour" hranou v angličtině.
V prosinci 2020 připravil online koncert Netichá noc. Vzniklo také CD se stejným názvem s písněmi z koncertu.
Od roku 2017 se jako producent se svým spolkem art4rent, z. s. věnuje obnově umělecké tradice pražského Divadla Na Prádle. Zde ztvárnil postavu Johna v komorním muzikálu Tick, Tick....BOOM!. Se spolkem zde také uvedl muzikál NE/NORMÁLNÍ (orig. Next to Normal), který měl premiéru 29. 11. 2019.
Získal ocenění jako "nejlepší mužský herecký výkon roku 2018 - muzikál" v anketě portálu i-divadlo.cz a také Cenu magazínu musical-opereta.cz jako "Muzikálový herec roku 2018".
Je aktivním patronem AKCE CIHLA, která již 20 let pomáhá lidem s mentálním postižením.